# Pinta
Pinta je stará jednotka objemu užívaná jak pro sypké látky tak i pro kapaliny. Jednotka byla užívána v mnoha zemích Evropy i světa. V anglosaském prostředí se nazývá pint, ve Francii, Belgii Německu a v Itálii pak pinte, v Holandsku pintje.

## V Česku
Je připomínána již od 14. století z doby vlády krále Jana Lucemburského a byla běžně užívána až do 19. století, tedy zhruba 500 či více let.

### Hodnota
- před 16. stoletím činila jedna pinta 0,956 litru
- od 16. století pak pro kapaliny jedna pinta = 1,938 litru = 16 kvart = 8 půlek = 4 žejdlíky = 1/3 lahvice = 1/6 soudku = 1/24 nebo 1/32 vědra = 1/36 nebo 1/40 láky = 1/64 týnského = 1/128 věrtelu = 1/256 svídnického = 1/384 polouvozí = 1/512 žitavského = 1/640 drajlinku = 1/768 vozu (uvedený měrný systém je takto z větší části popsán v Hájkově kronice)
- od roku 1764 byla její hodnota stanovena úředně v rozmezí od 1,90 litru do 1,91 litru - její tehdejší přepočty nejsou zcela přesné a naprosto jednoznačné

### Pro sypké látky
- jedna pinta = 1/48 korce

### Alternativní název
- v Česku též jeden máz (slovo pochází z německého slova Mass)

## Jinde v Evropě

### Na Slovensku a v Uhrách
- jedna pinta = 1,697 litru = 2 holby = 1/32 okovu (merica)
- podle zákona z roku 1848 pak : jedna pinta = 1,666 litru = 2 holby

### Ve Španělsku
- alternativně jedna pinta = 0,4732 litru = 1/2 cuarta = 1/8 galón
- alternativně jedna pinta = 1,008 litru = 1/4 cuarta

## Mimo Evropu
- v Chile pak jedna pinta = 0,555 litru = 1/16 cuarta

## Jednotky s podobným názvem
- pintar - Turecko : 4,5141 litru = 1/8 kile
- pinte - Belgie, Francie, pevninská Itálie, italská Sardinie, Švýcarsko, Turecko : různé hodnoty
- pintje - Holandsko : 0,6063 litru
- pint - Velká Británie a USA : asi 0,5 až 0,6 litru - viz Angloamerická měrná soustava